# Hojo Tokisuke
Hojo Tokisuke (Japans: 北条時輔) (21 juni 1248 - 15 maart 1272) van de Hojo-clan was de derde minamikata rokuhara tandai (hoofd binnenlandse veiligheid te Kioto) van 1264 tot aan zijn dood in 1272. 